# Tom Ayrton
Pour les articles homonymes, voir Ayrton.
Tom Ayrton est un personnage des Enfants du capitaine Grant de Jules Verne. Il reparaît plus tard dans L'Île mystérieuse.

## Le personnage

### Aspect physique
Ayrton est un homme de quarante-cinq ans. D'une rude physionomie, malgré la maigreur de son corps, il semble doué d'une grande vigueur, étant tout os et tout nerf. De taille moyenne, une charpente des épaules développée, il a une figure intelligente et énergique où perce un regard brillant sous des arcades sourcilières très enfoncées. Malgré la dureté de ses traits et son allure décidée, son visage attire la sympathie, où se devinent les stigmates de la souffrance qu'il doit cependant être homme à supporter. Sa personnalité s'impose dès l'abord et prévient en sa faveur.

### Les Enfants du capitaine Grant
Après avoir recherché en vain le capitaine Grant à travers l'Amérique du Sud, Lord Glenarvan et ses compagnons, sur la recommandation de Jacques Paganel, gagnent l'Australie et débarquent au Cap Bernouilli. Accueillis dans la ferme de Paddy O'Moore auquel ils pensent demander quelques renseignements, ils y font la connaissance de Tom Ayrton. Celui-ci travaille à l'exploitation comme saisonnier et, à la grande surprise des hôtes, il affirme avoir navigué sous les ordres de Harry Grant à bord du Britannia en tant que quartier-maître, ajoutant que si le capitaine Grant est vivant, il est vivant sur la terre d'Australie. Il décide alors de leur conter son histoire.
Le capitaine Grant, comptant établir une nouvelle colonie pour ses compatriotes écossais, était parti plein d'espoir. Après plusieurs refus, il finit par trouver un point d'attache en Papouasie. La reconnaissance effectuée aux alentours de la région, le Britannia met sur le cap de l'Europe, afin de rapporter tout le matériel utile à l'installation de la nouvelle patrie. Mais, sur le chemin du retour, une violente tempête désempare le trois-mâts. Le mauvais temps dura une semaine et, les embarcations ayant été enlevées durant l'ouragan, l'équipage vit la mort de près. Au bout de huit jours, le navire heurta les côtes de l'Australie. Dans le choc, Ayrton fut soulevé par une vague et jeté sur les premiers parages. Ayant perdu connaissance, il revint à lui, prisonnier d'indigènes qui l'entraînaient à l'intérieur des terres. Il supposa que le Britannia avait péri corps et biens sur les récifs. Pendant deux années, le quartier-maître vécut misérablement au sein de la tribu, sans être maltraité. Mais il n'attendait qu'un défaut de vigilance de ses geôliers pour s'enfuir. Un soir d'octobre 1864, Ayrton réussit enfin à s'échapper. Durant un mois, il erre au travers des vastes solitudes du continent australien, se nourrissant de racines et de fougères comestibles. Enfin, épuisé, presque mourant, il tombe devant l'habitation de Paddy O'Moore qui le recueille et lui offre l'hospitalité et du travail. Pour conclure, le marin présente à Lord Glenarvan son acte d'engagement comme quartier-maître à bord du Britannia. Le charisme de l'homme a conquis tout le monde, excepté le major Mac Nabbs, toujours soupçonneux.
Ayrton, après avoir pris connaissance du message retrouvé, est d'avis que Harry Grant et ses deux compagnons ont connu le même sort que lui et restent prisonniers d'une tribu d'indigènes. Le Duncan ayant subi quelques avaries doit être réparé et, sous le commandement du second, Tom Austin, va rejoindre le port de Melbourne. Sur les instances de Glenarvan, Ayrton accepte de guider la petite troupe durant la traversée de l'Australie par voie de terre pour gagner la baie Towfold, lieu du naufrage. La caravane s'ébranle, à nouveau pleine d'espoir. 
Avant de partir, le quartier-maître avait demandé la permission au propriétaire du Duncan de visiter son navire. Glenarvan n'y fit aucune objection et Ayrton parut très intéressé par les qualités du yacht, du point de vue du marin. Son examen très poussé attisa un peu plus la défiance de Mac Nabbs à son encontre. D'ailleurs Ayrton insista spécialement pour savoir à quel endroit le Duncan devait retrouver les voyageurs. Glenarvan n'était pas trop fixé et déciderait selon les circonstances. 
L'expédition débuta sous les meilleurs auspices. Cependant, entre Melbourne et Sandhurst, une catastrophe ferroviaire venait de se produire. En fait, il s'agissait selon les autorités d'un acte criminel et Glenarvan et ses compagnons apprirent ainsi qu'une bande de convicts, évadés du bagne, était fortement soupçonnée d'être à l'origine de l'attentat, une partie du train ayant été pillée. Plus tard, Glenarvan et Ayrton découvrent une affiche placardée dans une auberge de haute montagne, où ils constatent que la tête du chef des brigands, un certain Ben Joyce, est mise à prix. À Black-Point, un cheval boitant, Ayrton réussit à trouver un maréchal-ferrant pour changer les fers. Mac Nabbs observe alors, outre sa mine patibulaire, une marque à la cheville du forgeron, marque que portent souvent les anciens bagnards à cause des entraves. Les incidents se précipitent. Bientôt les animaux de la caravane, bœufs et chevaux, tombent un à un, victimes d'un mal mystérieux. La baie de Twofold atteinte, Glenarvan se décide à alerter Tom Austin pour qu'il les rejoigne avec le Duncan à cet endroit. Paganel rédige la missive et Ayrton se propose de la porter. À l'instant où Glenarvan va signer l'ordre, Mac Nabbs lui pose la question de savoir comment il écrivait le nom d'Ayrton : 
« Mais comme il se prononce, répondit Glenarvan.

- C'est une erreur, répondit tranquillement le major. Il se prononce Ayrton, mais il s'écrit Ben Joyce!. »
Le quartier-maître, surpris, sort un revolver et tire sur Glenarvan, puis s'enfuit dans la nuit pour rejoindre ses complices qui rôdent aux alentours, comme a pu le reconnaître Mac Nabbs. Mulrady, un des matelots du Duncan, se charge de porter le message, mais il est attaqué et blessé par les convicts qui s'emparent du billet. Effondré, Glenarvan songe à ses compagnons qui vont tomber aux mains des pirates.

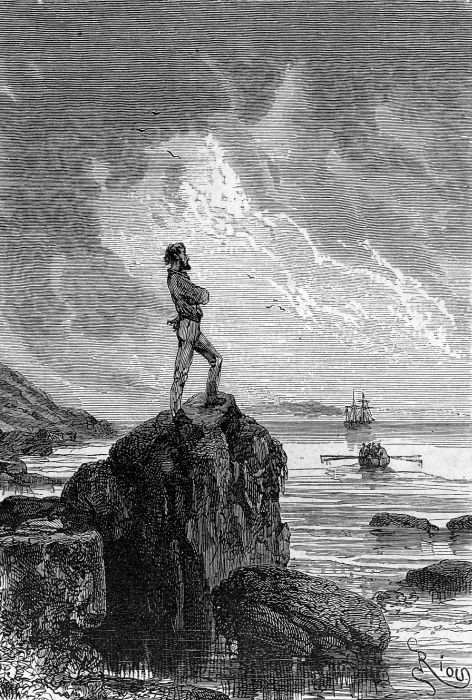
Ayrton regardant s'éloigner le Duncan

Après les terribles épreuves qu'ils vont affronter en Nouvelle-Zélande, les voyageurs atteignent la pointe Lottin, sur les bords du Pacifique. Ils s'emparent d'une pirogue mais sont bientôt suivis par trois autres canots où ont pris place plusieurs indigènes. Les fugitifs tentent de gagner le large mais soudain ils se trouvent face au Duncan. L'idée que son yacht est commandé par Ben Joyce et ses acolytes fait entrevoir à Glenarvan la mort des deux côtés. Mais alors, la situation change. Le yacht commence à tirer des boulets sur les pirogues et, quelques instants après, le lord et ses compagnons se retrouvent à bord. Une fois la surprise passée, ils apprennent la vérité de la bouche de Tom Austin qui leur confirme qu'il a bien suivi les ordres indiqués sur le message. C'est alors que Paganel s'aperçoit d'une nouvelle étourderie : au lieu d'indiquer les côtes australiennes, il avait noté pour point de rendez-vous les côtes de Nouvelle-Zélande. Quant à Ayrton, il est à fond de cale. Quand le quartier-maître remonte sur le pont, il demande une entrevue à Lady Glenarvan. Cette requête acceptée, il se décide à relater sa véritable histoire. Après plusieurs jours de navigation, Ayrton se heurte au capitaine Grant, ce dernier imposant une discipline de fer à bord du Britannia. Ayant tenté en vain de soudoyer une partie de l'équipage, il fut finalement débarqué à terre. Après avoir erré sans but, il finit par rencontrer une bande de convicts qui venaient de s'échapper du pénitencier. Son intelligence lui permit d'en devenir le chef et pendant deux ans ils écumèrent la région. Songeant à s'emparer d'un navire pour continuer leurs rapines sur mer, Ayrton décida de se faire embaucher à la ferme de Paddy O'Moore en attendant une occasion. Cette occasion se présenta avec l'arrivée de Glenarvan. La vue du Duncan lui inspira un plan pour s'approprier le yacht. 
Sa confession achevée, Ayrton demande à Lady Glenarvan une faveur : être abandonné sur une île déserte au lieu d'être livré aux autorités britanniques. Helena en fait part à son mari qui accepte. Une petite île est proche, l'îlot Maria-Theresa. Coup de théâtre ! C'est sur cette terre que Harry Grant et ses deux compagnons ont survécu. Ayrton y restera, avec la promesse de Glenarvan de revenir le chercher un jour.

### L'Île mystérieuse

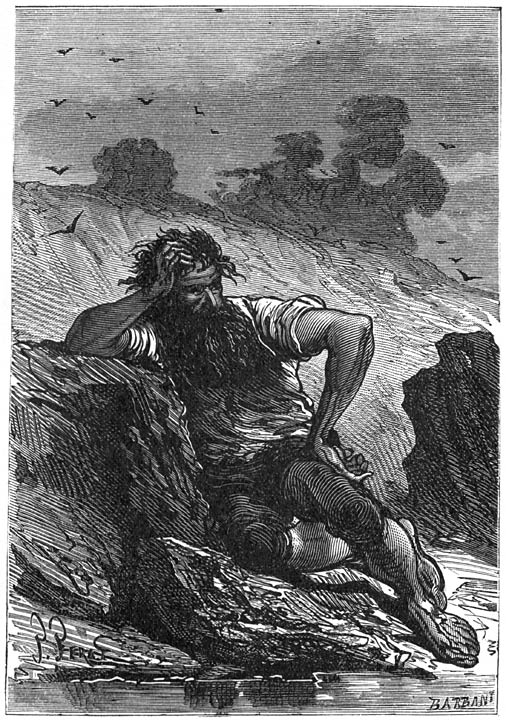
Tom Ayrton par Jules Férat dans L'Île mystérieuse

Deux ans déjà, que les naufragés de l'air vivent sur l'île Lincoln. Le travail accompli leur a donné une certaine aisance de vie. Ils viennent d'ailleurs de construire une embarcation, le Bonadventure, qui leur permet de faire le tour de leur île par mer. Ils ont pu déterminer la position exacte de leur territoire et se sont aperçus qu'un seul îlot était peu éloigné, l'île Tabor ou Maria-Thérésa. Au cours d'un de leurs voyages de circumnavigation, ils trouvent une bouteille à la mer renfermant un message qui leur apprend qu'un naufragé réside actuellement sur cet îlot voisin. Décidés à lui porter secours, Pencroff, Harbert et Gédéon Spilett sont chargés de le retrouver et de le ramener à l'île Lincoln. Les trois hommes débarquent sur l'île Tabor et s'aperçoivent que si la végétation a connu autrefois la marque du travail humain, il y a bien longtemps que la nature a repris ses droits et que ces marques se sont effacées peu à peu. Une habitation leur indique que l'îlot a été occupé, mais la présence humaine ne s'y manifeste plus. Alors qu'ils inspectent les alentours, Harbert est attaqué par un gigantesque singe. Pencroff et Spilett accourent à son secours et parviennent à maîtriser l'animal. Ils découvrent alors que l'assaillant n'est pas un singe, mais un être humain, un homme, Ayrton lui-même.
Rapatrié à l'île Lincoln, il est installé à Granite-House. Cyrus Smith, l'ayant examiné, a surpris une lueur d'intelligence dans ses yeux. Déterminé à le ramener à l'humanité, il le laisse choisir l'instant où il voudra se confier. Ayrton se montre calme et triste, retrouvant un peu le goût d'une nourriture plus civilisée. L'ingénieur espère que la vie en communauté lui permettra de rassembler ses souvenirs, du temps où il vivait parmi les hommes. Une expérience est tentée afin de le sortir de Granite-House où il est cloîtré. Smith et ses compagnons décident de le conduire vers l'embouchure de la Mercy. Ayrton, face à la beauté de la nature, semble vouloir s'échapper. Mais il s'affaisse sur lui-même et une larme coule de sa joue. « Ah ! s'écria Cyrus Smith, te voilà donc redevenu homme, puisque tu pleures ! »
L'ancien convict avoue enfin tout son passé à ses nouveaux compagnons. Il demande seulement de ne pas partager tout de suite leur existence à Granite-House. Cyrus Smith accepte et l'installe au corral pour surveiller leurs animaux domestiques. Ce corral est relié à la demeure principale par un fil télégraphique, mis au point par l'ingénieur. À quelque temps de là, les colons de l'île aperçoivent un navire qui s'approche des côtes. Un navire ! Ils l'attendaient depuis si longtemps. Mais ce bâtiment s'avère être commandé par des pirates. Smith décide de cacher toute forme de présence humaine sur l'île Lincoln et avertit Ayrton. Celui-ci propose de se glisser à bord du brick pour y reconnaître le nombre de marins. Durant son inspection, il découvre que le chef des pirates n'est autre que Bob Harvey, un de ses anciens acolytes en Australie. Revenu à Granite-House, il informe l'ingénieur que les forbans sont sur le point d'attaquer. En effet, quelques boulets commencent à être tirés en direction de l'intérieur. Mais soudain, le navire s'ouvre en deux et est englouti dans les fonds marins. Une torpille vient de le couler. Cependant, six pirates ont réussi à prendre pied sur l'île. Décidés à semer la terreur, ils s'attaquent aux plantations et, dans une escarmouche, Harbert est grièvement blessé. Un pirate est poignardé par Cyrus Smith. Les cinq autres capturent Ayrton et après l'avoir reconnu tentent sans succès de le rallier à eux. Ils sont retrouvés morts au petit matin et un remède primordial apparaît au chevet du jeune garçon. 
Tous ces mystères vont s'éclaircir lorsque Cyrus Smith et ses amis sont demandés par une voix mourante sur le fil télégraphique. Ils découvrent alors la présence du Capitaine Nemo au fond d'une caverne. C'est lui qui a suivi l'évolution de leur existence et les a parfois aidés. Agonisant, il leur révèle que l'île va bientôt s'engloutir dans les flots. Cela se vérifie avec l'éruption du volcan. L'ingénieur et ses compagnons, accrochés à un restant de leur ancienne patrie, seront recueillis par le Duncan, commandé par Robert Grant qui venait chercher Ayrton après douze ans d'expiation. Ce dernier, enfin réhabilité, gagnera l'Amérique avec ses cinq amis, qu'il ne quittera désormais plus.

## Postérité
- Dans le film L'Île mystérieuse de Cy Endfield, le personnage d'Ayrton est simplement évoqué, finissant sa triste existence sur l'île en se pendant. Les protagonistes de l'aventure découvrent ses restes et son journal trois ans plus tard et Spillet décide d'écrire un article sur sa dégénérescence.

- Dans l'anime Nadia, le secret de l'eau bleue, largement inspirée des œuvres de Jules Verne, Nadia et Jean rencontrent un certain Ayrton marin à bord de l' Abraham Lincoln. On le revoit plus tard dans un autre épisode de la série.

## Cinéma
- Dans le film de Robert Stevenson, Les Enfants du capitaine Grant, sorti en 1962, Tom Ayrton est incarné par George Sanders.
- Autres interprètes du rôle :
  - Gabriele Tinti dans L'Île mystérieuse de Juan Antonio Bardem et Henri Colpi en 1973. Après son arrivée à l'ile Lincoln, il est injustement accusé de vol.
  - Georges Géret dans L'Île mystérieuse, téléfilm de Pierre Badel en 1963.

## Théâtre
- Le personnage d'Ayrton reparaît dans la pièce en cinq actes et un prologue de Jules Verne et Adolphe d'Ennery, tirée du roman et représentée pour la première fois le 26 décembre 1878 au Théâtre de la Porte-Saint-Martin.